# 창원명지여자고등학교
창원명지여자고등학교(昌原明知女子高等學校)는 대한민국 경상남도 창원시 의창구 명서동에 위치한 공립 고등학교이다.

## 학교 연혁
- 1994년 9월 6일 : 창원명지여자고등학교 설립 인가(30학급)
- 1995년 3월 1일 : 개교
- 2011년 3월 1일 : 선진형 교과교실제 운영
- 2019년 3월 1일 : 고교학점제 선도학교 선정
- 2019년 5월 7일 : 창의융합형 과학실 모델학교 선정
- 2023년 2월 8일 : 제26회 졸업식(206명)  [총 졸업자수 10,478명]
- 2023년 3월 1일 : 제14대 정원태 교장 취임
- 2023년 3월 2일 : 제29회 입학식(196명)

## 참고 자료
- 창원명지여자고등학교 - 한국교육학술정보원 학교알리미